# Escherichia-Phage T4

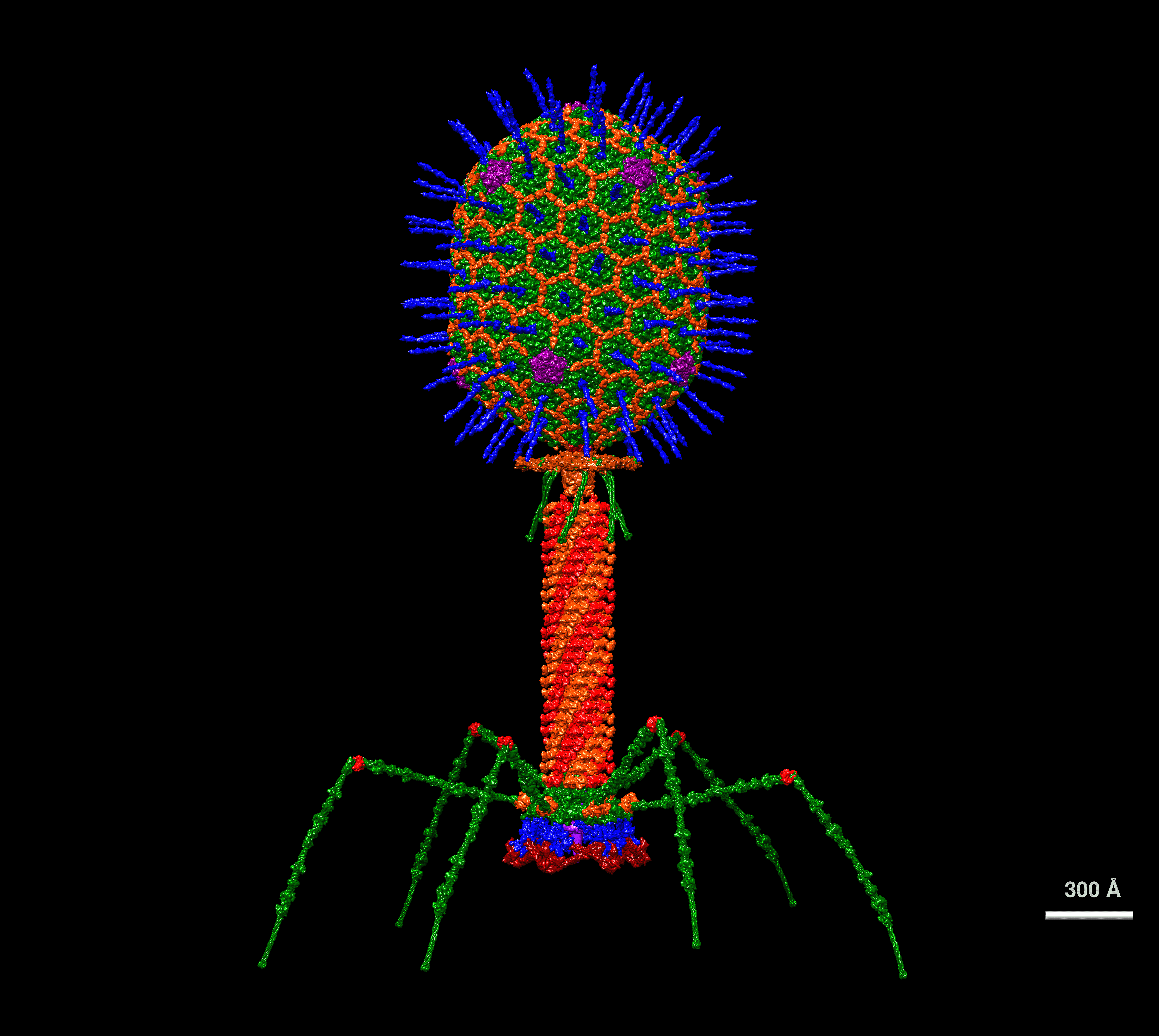
Atomares Strukturmodell des Bakteriophagen T4

Der Escherichia-Phage T4 (Spezies Tequatrovirus T4, früher Escherichia-Virus T4, englisch Escherichia virus T4 oder T-even phages) ist ein Bakteriophage (Bakterien-Virus) aus der Unterfamilie Tevenvirinae.
Tequatrovirus T4 ist die frühere Typusspezies der Gattung Tequatrovirus (früher T4virus, T4likevirus, T4-ähnliche Viren).  Dieser Phage infiziert Bakterien der Art Escherichia coli (Coli-Bakterien).
Der Escherichia-Phage T4 ist der Referenz- oder Typus-Stamm (offiziell das „Exemplar“) dieser Spezies.
Der Phage hat die für die Klasse Caudoviricetes charakteristische Kopf-Schwanz-Morphologie. Wegen dieser gilt er als Prototyp der Bakteriophagen und hatte in der virologischen Forschung große Bedeutung für das Verständnis der Vermehrungsstrategie von Phagen und Viren und der allgemeinen Genetik (siehe auch Hershey-Chase-Experiment, Max Delbrück). Die Spezies umfasste als Escherichia virus T4 früher neben T4 unter anderem die Subtypen T2 und T6, woher die früher im Englischen gebräuchliche Artbezeichnung T-even bacteriophages kommt. Sie ist heute ersetzt durch die Bezeichnung der umfassenderen Unterfamilie Tevenvirinae, die außer der Gattung Tequatrovirus noch etliche andere umfasst.

## Struktur
Als Mitglied der Klasse Caudoviricetes, Familie Straboviridae, Unterfamilie Tevenvirinae, Gattung Tequattrovirus (früher T4virus oder T4likevirus) besteht das Genom des T4-Phagen aus einem einzigen doppelsträngigen DNA-Molekül mit einer Länge von 168.903 bp. Es umfasst etwa 300 Gene und macht 48 % des Gewichtes des Virions aus. Die DNA enthält neben den normalen Nukleotiden anstelle von Cytosin das 5-Hydroxymethylcytosin, das zusätzlich durch einen Glucose-Rest glykosyliert sein kann. Diese Glykosylierung der DNA ist vermutlich für die Steuerung der Genexpression mit verantwortlich. Die Leserichtungen des Genoms sind zirkulär abwechselnd vertauscht und an den Enden gibt es redundante Abschnitte. Innerhalb des Kapsids ist die DNA nach einem komplexen Packungsschema regelmäßig angeordnet.

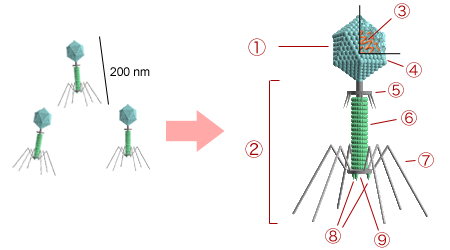
Schematischer Aufbau des T4-Phagen: Kopf (1), Schwanz (2), DNA (3), Kapsid (4), Kragen (5), Schwanzstück (6), Schwanzfasern (7), Spikes (8), Grundplatte (9).

Die Virionen (Viruspartikel) des T4-Phagen sind vom Morphotyp der Myoviren. Das Kapsid ist grundsätzlich ikosaedrisch, jedoch ist eine von der Grundform abweichende, längliche Streckung besonders typisch für diese Spezies („verlängerte, fünfeckige, bipyramidale Antiprismen“). Es besteht aus 152 Kapsomeren und ist etwa 111 nm lang und hat einen Durchmesser von 78 nm. Myoviren besitzen komplexe kontraktile Schwanzstücke, die aus einem Halsstück (Kragen), einer Grundplatte, an der sechs kurze Spikes und sechs lange Schwanzfibern ansetzen. Insgesamt ist das Schwanzstück 113 × 16 nm groß mit einem Molekulargewicht von etwa 2 ×107 Da aus 430 Polypeptidketten von 22 Genen. Bei der Replikation des T4-Phagen entstehen eine ganze Reihe an strukturell instabilen oder nicht DNA-verpackende Fehlbildungen (Mehrfachkapside, nicht gestreckte Ikosaeder) des Kapsids, was aufgrund des hochkomplexen Aufbaus nicht verwundert. Das Virion besteht insgesamt aus 49 verschiedenen Proteinen. Eine detaillierte Schemazeichnung der T4-Virionen mit kontrahiertem und unkontrahiertem Schwanz findet sich bei EurekAlert! (Mai 2016).
Es können durch unterschiedliche Eigenschaften der Antigenbindung acht serologische Untergruppen von Escherichia-Virus T4 unterschieden werden. Taxonomische Subtypen der Spezies Escherichia-Virus T4 sind: Enterobacteria phage C16, F10, Fsα, PST, SKII, SKV, SKX, SV3, T2, T4 (Typus-Stamm) und T6. Der T2-Phage (früher eine eigene Spezies) ist damit genauso wie der T6-Phage nur ein Subtyp des Escherichia-Virus T4.

## Infektionszyklus

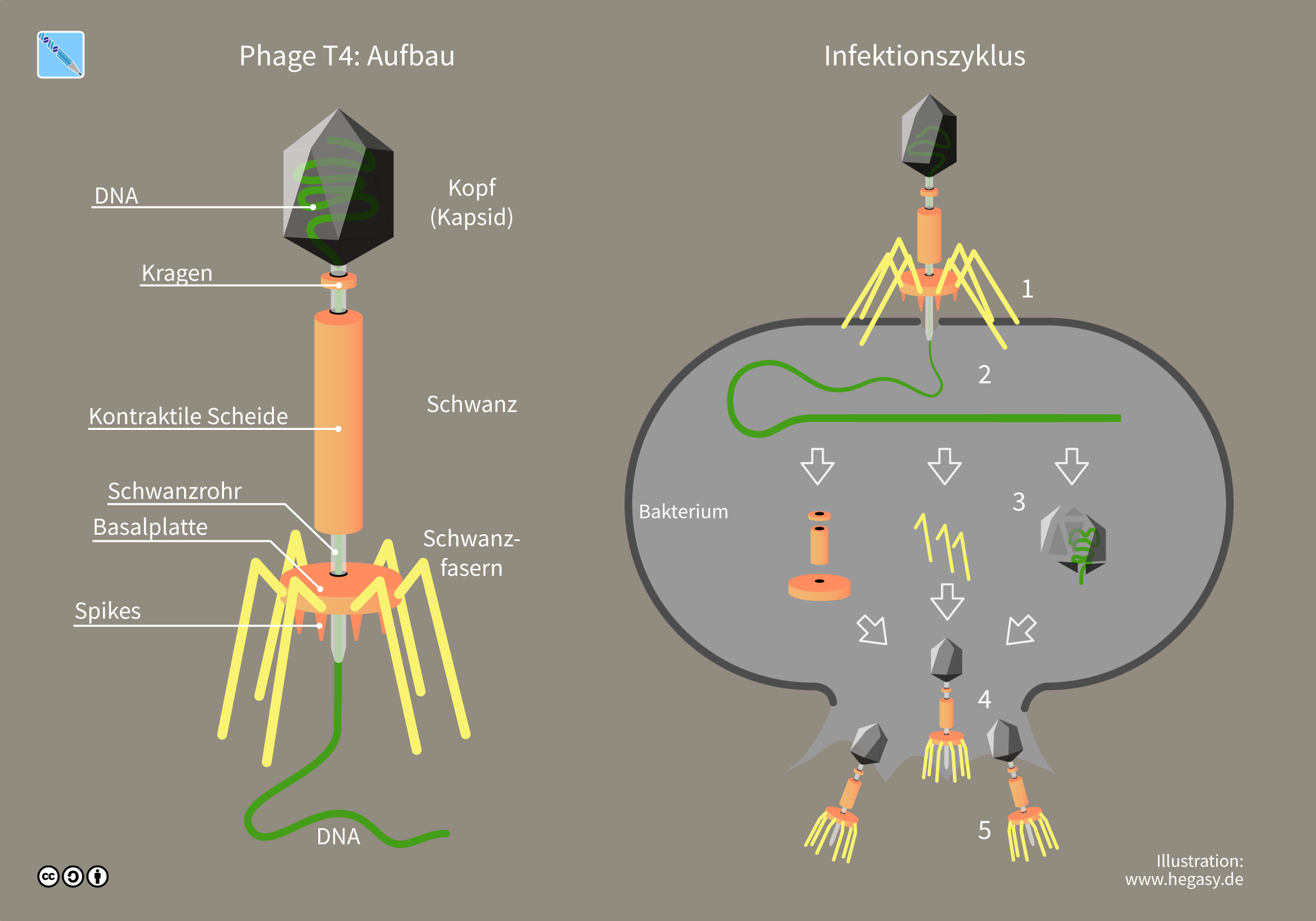
Infektionszyklus und Aufbau von Phage T4

Der Infektionszyklus dauert ca. 30 Minuten. Hierzu dockt der Phage mit den Enden der Schwanzfasern an Porinproteine der äußeren Membran von E. coli an. Der Schwanzstachel mit Lysozymfunktion durchbricht die Zellwand enzymatisch und die Phagen-DNA wird durch den Schwanz hindurch in das Innere der Zelle injiziert. Dort wird die DNA zuerst von bakteriellen Enzymen transkribiert und translatiert. Die neu entstandene Phagen-Polymerase repliziert nun die Phagen-Gene. Schon währenddessen beginnt die Synthese des Phagenkapsids. In dieses wird schließlich die replizierte DNA verpackt. Zuletzt wird Phagen-spezifisches Lysozym synthetisiert, das die Zellwand des Bakteriums zerstört. Dadurch werden die reifen Phagen freigesetzt.

## Besonderheiten
Die T4-Phagen verfügen über einen äußerst schnellen DNA-Synthese-Apparat, dank der viralen DNA-Polymerase Typ B mit einer Fehlerrate von nur einem Austausch auf 300 Genom-Kopien. Sie besitzt spezielle DNA-Reparaturmechanismen, die sonst nur in eukaryotischen Zellen vorkommen. Dadurch besitzt der T4-Phage trotz hoher Replikationsrate eine hohe genetische Stabilität.
In der Molekularbiologie und der Gentechnik ist die T4-DNA-Ligase von großer Bedeutung, sie wird auch kurz als T4-Ligase bezeichnet. Auch die T4-Polynucleotidkinase, die T4-RNA-Ligase und die T4-DNA-Polymerase sind wichtige Enzyme in der molekularbiologischen Forschung.
Die Phagen dieser Spezies (T-even phages:T2, T4 und T6) enthalten  in ihrer DNA anstelle der Pyrimidinbase Cytosin die Nichtstandard-Base 5-Hydroxymethylcytosin.

## Historisches
Bakteriophagen wurden 1915 von dem englischen Wissenschaftler Frederick Twort und 1917 von Félix d’Hérelle entdeckt. Die Benennung der ersten untersuchten Bakteriophagen in
- Typ (englisch Type) 1 (T1), Tunaviridae,
- Typ 2 (T2), Spezies Tequatrovirus T2 (früher Subtyp der Spezies Escherichia virus T4 hier)
- Typ 3 (T3), Spezies Teetrevirus T3 der Familie Autographiviridae,
- Typ 4 (T4), Spezies Tequatrovirus T4 hier
- Typ 5 (T5), Spezies Tequintavirus T5 der Familie Demerecviridae,
- Typ 6 (T6), Spezies Tequatrovirus T6 (früher Subtyp der Spezies Escherichia virus T4 hier), und
- Typ 7 (T7), Spezies Teseptimavirus T7 der Familie Autographiviridae

stammt von Max Delbrück.
Diese sieben Phagen werden manchmal unter der Sammelbezeichnung T-Phagen (en. T phages) zusammengefasst, was aber keine Verwandtschaftsgruppe (Taxon) darstellt.
Stattdessen werden diese Bakteriophagen vom ICTV (mit Stand Januar 2021) nach einigen Verschiebungen den oben angegebenen Familien zugeordnet.
Lediglich die Phagen mit gerader Typ-Nummer  (T-even phages) erwiesen sich zufällig als nahe miteinander verwandt, so dass für vom ICTV die in diesem Artikel beschriebene Spezies eingerichtet wurde. Die Typen mit ungerader Nummer (T-odd/T-uneven phages) bilden jedoch kein Taxon.
Allerdings ist allen diesen Phagentypen ein Kopf-Schwanz-Aufbau gemeinsam, was sie als Vertreter der Virusordnung Caudovirales kennzeichnet.
Später wurde von anderen Autoren diese Gepflogenheit bei der Benennung anderer Caudoviren teilweise weitergeführt (z. B. „T12“, Vorschlag, ohne Familienzuordnung).